# Multiplikatorrulle

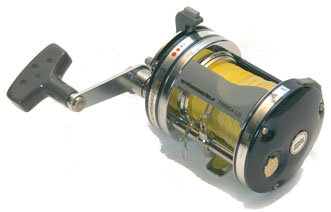
En multiplikatorrulle.

Multiplikatorrulle är en typ av fiskerulle som används vid framförallt sportfiske. Den kallas även för spinnrulle, multirulle eller "bait casting reel" på engelska.
Rullen är placerad ovanpå fiskespöet. Spöet som används kallas för spinnfiskespö. Utmärkande för detta är små jämnstora spöringar och en trigger på undersidan av spöet. Linan är upprullad på en horisontell spole inuti rullen, denna spole kan avlägsnas från rullhuset. En linförare ser till att linan läggs upp jämnt och "korsvis", detta för att förhindra att yttre lager av lina skär in i inre lager.

## Utkastet
Vid kast med rullen frikopplar fiskaren spolen med ett reglage, och håller fast spolen med tummen. I kastögonblicket lyfts tummen från spolen som får spinna "fritt". Under utkastet så snurrar spolen snabbare än linan som dras ut, sådana överslag av spolen brukar resultera i så kallade skatbon, det vill säga hemska lintrassel som kostar mycket fiskelina. Till bot för detta finns ett antal bromssystem som hindrar dylika överslag, främst centrifugalbroms. På lite mer exklusiva rullar finns magnetisk, digital broms eller en kombination av olika bromssystem.
Men denna broms är bara aktiv så länge betet drar ut fiskelinan. Så fort betet träffar vattenytan måste spolen stoppas, detta gör man i regel med att återplacera tummen på spolen.
På rullarna finns ett reglage för att justera denna bromsverkan. För att få optimal kastlängd ställs bromsen så lågt som möjligt. Bromsen bör justeras då ett nytt bete av ett annat luftmotstånd och/eller vikt används. Rekommenderat är att alltid börja med för hårt ställd broms och därefter lossa den stegvis.

## Invevning
Vid invevning av linan låses spolen, och spolen roterar typiskt 5,3 gånger för ett varv med veven. Nästan alla fiskerullar har dessutom en slirbroms som gör att linan trögt kan dras ut trots att spolen ej är frikopplad. Denna ska vara ställd något lösare än linbrott och är till för att förhindra linbrott vid till exempel rusande fisk, men annars ska den inte påverka fisket alls.

## Spridning
Det florerar i folkmun en del fiktiva skräckhistorier om skatbon (lintrassel), som avskräcker de flesta vanliga fritidsfiskare från inköp. En annan faktor är att rullarna är dyrare vid inköp än till exempel motsvarande haspelrulle. I och med att jerkfisket åter har blivit populärt har multirullarna fått ett uppsving.

## Fördelar
Just den nästan helt frikopplade spolen gör att linan löper ut mer friktionsfritt än vid exempelvis haspelrullar. Detta medför långa kastlängder plus att det blir lättare att hantera tunga beten. Därför är multiplikatorrullar att föredra vid till exempel havsfiske eller grövre gäddfiske.
Men även där det förekommer att reven tidvis är helt lös, som vid exempelvis jerkfiske så är denna typ av rulle att föredra.